# 타냐 미하일로바
타티야나 미하일로바(에스토니아어: Tatjana Mihhailova, 1983년 6월 19일 ~)는 타냐(Таня) 라는 예명으로 잘 알려진 에스토니아의 가수와 배우이다. 그녀는 1983년, 러시아 칼리닌그라드 주에서 태어났지만, 어린 나이에 에스토니아로 이주하게 된다. 그녀는 2001년부터 다양한 뮤지컬, 연극 분야에서 활약해왔고, 2014년, 유로비전 송 콘테스트 2014에서 Amazing이라는 곡으로 자국 에스토니아를 대표하게 된다.

## 음악 경력
그녀는 어릴 때부터 러시아, 우크라이나, 에스토니아를 돌며 경력을 키워왔다. 1998년, 라트비아 유르말라에서 열린 "Utrennaja zvezda"에 참가하여 우승하기도 했으며, 발트 3국 노래 대회인 "Fizz superstar 2002"에 참가하기도 하였다.. 또한 카르멘 디아즈의 뮤지컬 "Fame"와 "Kiss of the Spider Woman"에도 출연하였다.